# بخش خاغریه
بخش خاغریه (به انگلیسی: Khagaria district) یک منطقهٔ مسکونی در هند است که در Munger division واقع شده‌است. بخش خاغریه ۱٬۴۸۵ کیلومتر مربع مساحت و ۱٬۶۶۶٬۸۸۶ نفر جمعیت دارد.